# رودریگو میگو
رودریگو میگو (انگلیسی: Rodrigo Migone؛ زادهٔ ۶ ژوئن ۱۹۹۶) بازیکن فوتبال اهل آرژانتین است.
از باشگاه‌هایی که در آن بازی کرده‌است می‌توان به باشگاه فوتبال روساریو سنترال اشاره کرد.